# حوش الفاره
حوش الفاره (به عربی: حوش الفارة) یک روستا در سوریه است که در استان ریف دمشق واقع شده‌است.
 حوش الفاره  ۲٬۴۵۱ نفر جمعیت دارد.